# 高原知秀
高原 知秀（たかはら ともひで、1973年3月22日 - ）は、日本の俳優。福岡県出身。身長178cm、体重75kg。血液型A型。夢工房所属。劇団野良犬弾座長。

## 略歴
大東文化大学卒業。1993年ごろに俳優デビュー。1990年代に数々の東映製作の特撮作品にゲストとして出演していた。
2003年、東宝製作の特撮ドラマ『超星神グランセイザー』に松阪直人 / セイザータウロン役で出演し、注目を浴びる。グランセイザーと世界観を共有する後作品『幻星神ジャスティライザー』にも同役でゲスト出演した。
2008年、再び東映製作の特撮ドラマ『仮面ライダーキバ』で悪役・ルーク役で準レギュラーとして出演。
2010年、所属事務所から独立し仲間と共にenginを立ち上げる。その傍ら、川中美幸がプロデュースする「bar まいどおおきに」の店員として勤務。

## 人物
- 特技はアクション全般、スノーボード。
- 以前はダブルフォックスに所属していた。

## 出演

### テレビドラマ
- メタルヒーローシリーズ（テレビ朝日）
  - ブルースワット 第36話（1994年10月2日） - 敵側の研究員
  - 重甲ビーファイター 第1話（1995年2月5日） - プロトタイプアーマー開発の人間
- スーパー戦隊シリーズ（テレビ朝日）
  - 激走戦隊カーレンジャー 第11話（1996年5月10日） - スカウトマン
  - 電磁戦隊メガレンジャー（1997年） - INET職員
- それぞれの断崖（2000年、テレビ東京）
- 女優・杏子 第3回・第13回・第26回・第27回（2001年1月8日・22日・2月8日・9日、東海テレビ・フジテレビ系） - 川田
- ガッコの先生 第3話（2001年10月21日、TBS）
- はみだし刑事情熱系 第6シリーズ 第2話（2001年10月10日、テレビ朝日） - 久保純也
- 愛なんていらねえよ、夏（2002年、TBS）
- 超星神シリーズ（テレビ東京）
  - 超星神グランセイザー 第4話 - 最終話（2003年10月25日 - 2004年9月25日） - 松坂直人 / セイザータウロン
  - 幻星神ジャスティライザー 第42話・第43話（2005年7月23日・30日） - 松坂直人
- 大河ドラマ 功名が辻 第38回（2006年9月24日、NHK） - 康豊家臣
- 慶次郎縁側日記3 第3回（2006年10月26日、NHK総合） - 長屋の男
- 相棒（テレビ朝日）
  - season6 第2話「陣川警部補の災難」（2007年10月31日） - 武川
  - season10 第5話「消えた女」（2011年11月16日） - IT企業部長 岸内雅臣
  - season18 元日スペシャル「ブラックアウト」（2020年1月1日） - 中里
  - season22 元日スペシャル「サイレント・タトゥ」（2024年1月1日） - 東国の警察官
  - season23 第7話「復讐者は笑わない」（2024年12月11日） - 庄島優
- 仮面ライダーキバ 第15話 - 第31話（2008年5月4日 - 9月7日、テレビ朝日） - ルーク
- Dr.DMAT 第5話（2014年2月6日、TBS）
- 刑事7人 第3シリーズ 第8話（2017年8月30日、テレビ朝日） - 鈴木完

### WEBドラマ
- マギー'S犬Jr.（2005年3月18日 - 6月3日、NETCINEMA.TV）

### テレビ
- ニコモノ! ミニドラマ（2004年、テレビ大阪） - 編集長・山原
- 世界ウルルン滞在記 スペイン篇（2005年1月16日、毎日放送・TBS系）
- 激闘!オレごはん（2005年、東海テレビ）
- 海筋肉王 〜バイキング〜（2005年10月4日、フジテレビ）
- ひらめ筋GOLD（2005年、日本テレビ）
- 朝は楽しく!スマイルサプリメント（2005年 - 2006年、テレビ東京）

### 映画
- レディ プラスティック（2001年9月29日） - 浜田
- 十三通目の手紙（2004年6月12日） - 私立探偵・三陰
- 天使の羽・僕の勇気（2004年）
- 月の光の下で（2005年1月30日） - 岡本英二
- 捜査線 LINE OVER（2010年8月28日） - 叶井哲司
- 藁の楯（2013年4月26日)
- アンダーフェイス（2014年6月20日）
- アウトレイジ 最終章（2017年10月7日）
- トリカゴ（2019年）
- キャラクター（2021年6月11日）

### Vシネマ
- 荒くれKNIGHT3・4（1999年、東映ビデオ）
- 超星神グランセイザー スーパーバトルメモリー（2005年） - 松坂直人
- 白竜6 仁義の火群(ほむら)（2008年） - 福岡 二代目南洲組組員 中本新一
- 東京NEO魔悲夜2,3（2009年）
- ダンプガール☆涼子（2011年、GPミュージアム）
- 首領の道6～13（2012年 - 2014年） - 狩野組鶴川組組員 鎌田英志
- 極道の紋章 外伝（2014年） - 広島 大松一家組員
- 日本やくざ抗争史 関東城北戦争（2014年） - 刑事
- 日本やくざ抗争史 絶縁（2014年） - 三代目丹波組郷野組若頭補佐 安岡恒実
- 日本統一 シリーズ（2014年-2018年） - 侠和会 村上良彰
  - 日本統一4・5（2014年） - 二代目侠和会山崎組川谷組組員
  - 日本統一6（2014年） - 二代目侠和会山崎組川谷組若頭
  - 日本統一8（2014年） - 二代目侠和会山崎組川谷組舎弟頭
  - 日本統一10（2015年） - 二代目侠和会直参 村上組組長
  - 日本統一12（2015年） - 二代目侠和会幹部 村上組組長
  - 日本統一21（2017年） - 三代目侠和会本部長 村上組組長
  - 日本統一22-27（2017年-2018年） - 三代目侠和会本部長 神戸ブロック長 村上組組長
- 日本やくざ抗争史 巨大組織分裂（2014年）
- 最強独立組織（2014年）
- 西日本最大の抗争（2014年） - 金鵄会磯谷組組員
- 修羅の盃
- 日本やくざ抗争史 首領襲撃（2014年）
- 新・極道の紋章2（2014年） - 宝竜会組員 ヒルタ
- 三代目代行3（2014年） - 赤星組若頭補佐 小平直樹
- 三代目代行5（2015年） - 巴一家組員 沢田国広
- 代紋の墓場（2015年） - 鳴門組組員
- 極道天下布武2・3（2017年） - 斎門組若頭補佐 斎門孫四郎(道三の次男)
- 関東極道連合会 第一章（2014年、オールインエンタテインメント） - 伊澤会若頭 加勢組組長 加勢
- 修羅の分裂（2015年） - 西山会丸山一家幹部
- 仁義なきやくざ（2015年） - 松若組山崎組若頭 鷹野聖司
- 制覇シリーズ（2015年-2019年）
  - 制覇2（2015年-2019年） - 鵠心会島木組若頭 藤原政康（※二役）
  - 制覇3（2015年） - 難波会新道会武田組若頭補佐 金田考次（※二役）
  - 制覇4-7（2015年） - ヒットマン(裏新道会) 金田考次
  - 制覇8（2016年） - 難波会新道会浜松支部の頭 金田考次
  - 制覇9-11（2017年） - 難波会二代目新道会 金田考次
  - 制覇12-20（2017年-2019年） - 六代目難波会二代目新道会会長 金田考次
- 九州極道戦争（2016年） - 九州齋藤組佐山組幹部 タケダ
- 頂点(てっぺん)3（2017年） - 金石組幹部 松岡
- 漆黒の男たち（2018年） - 竹宮連合東條組組員 大塚圭介
- 疵と掟4（2019年） - 中浜組組員 ワクイ
- CONFLICT 〜最大の抗争〜 外伝 織田征仁（2019年） - 尽誠会系神谷組若頭 清水章治
- 日本統一外伝 川谷雄一（2019年） - 初代侠和会山崎組川谷組組員
- 歌舞伎町黒社会2（2019年） - 城南連合幹部 牧村譲二
- キングダム 〜首領になった男〜2（2019年） - 松野会組員 弓削優
- GOKU・OH 極王4・5・6（2020年） - 四代目阪田組堺総業組員
- 権力の階段 総理への道3（2020年） - 日本共和党 中堅議員グループリーダー 村田剛一郎
- 極道の紋章レジェンド 第四章（2021年） - 北海道 弘和会道南連合幹事長 村上彰

### CF
- NTT Docomo
- サトウ製薬「ユンケル」
- TOMY「ピンボールゲーム」
- ヤンマー「エコトラ」
- APAホテル - ビジネスマン
- サントリー「BOSS」
- SEIYU
- LINE for Business「お客さまと、もっとつながる未来へ。」（2022年）

### 舞台
- 龍秘御天歌 in ソウル
- 十三通目の手紙（東京コメディクラブバージョン） - 加納
- ザ・タイムライン
- リズミックタウン - 記者
- 日劇2006 ビギン・ザ・ビギン
- 日本の難民、西へ（劇団野良犬弾、2008年1月 - 2月） - 石川
- ホームルームで、と彼は言った（劇団野良犬弾、2008年8月） - リョータ
- 贋作・伊豆の踊子 2010（2010年）
- 人生はショータイム!（2010年9月30日 - 10月7日、全労済ホール スペース・ゼロ） - 梅宮祐二
- 贋作・舞姫 2011（2011年）
- タイプスプロデュース第48回公演「夏の夜の夢」
- 夢工房プロデュース「愛を探して～植木屋さん、愛のインタビュー～」
- クリスマウスの夜 2012（2012年） - 安楽賢治
- BLACK DICE（2017年4月20日 - 24日、あうるすぽっと） - 成沢章
- 山ノ神 巽ノ神（劇団野良犬弾、2017年11月22日 - 29日）

### イメージDVD
- Tomohide Takahara（2004年8月、日本メディアサプライ）

## 書籍

### 写真集
- 星座の勇者 - 超星神グランセイザー公式フォトアルバム（2004年5月、雑草社）ISBN 4-921040-05-2